# Casey Mitchell
Casey Mitchell (Savannah, 16 gennaio 1988) è un ex cestista statunitense, professionista nella NBDL e in Europa.